# Fang Zhimin
Fang Zhimin (方志敏, 21 août 1899 - 6 août 1935) est un chef politique communiste chinois.

## Biographie
Né dans une famille paysanne pauvre du Jiangxi, Fang rejoint le Parti communiste chinois en 1924 et participe à l'organisation d'un siège provincial. Après l'échec du soulèvement de Shanghai de 1927, il retourne au Jiangxi et travaille à convaincre les paysans à prendre part aux rébellions armées. De 1928 à 1933, il mène des opérations de guérilla, met en place des réformes agraires, établi un siège dans la zone de la frontière du Jiangxi et du Fujian, et organise une section de l'armée rouge.
Il est plus tard élu au comité central durant la 6e session du 5e congrès du Parti. Fang est capturé par le Kuomintang en janvier 1935 et exécuté le 6 août 1935.